# Felsen-Glockenblume

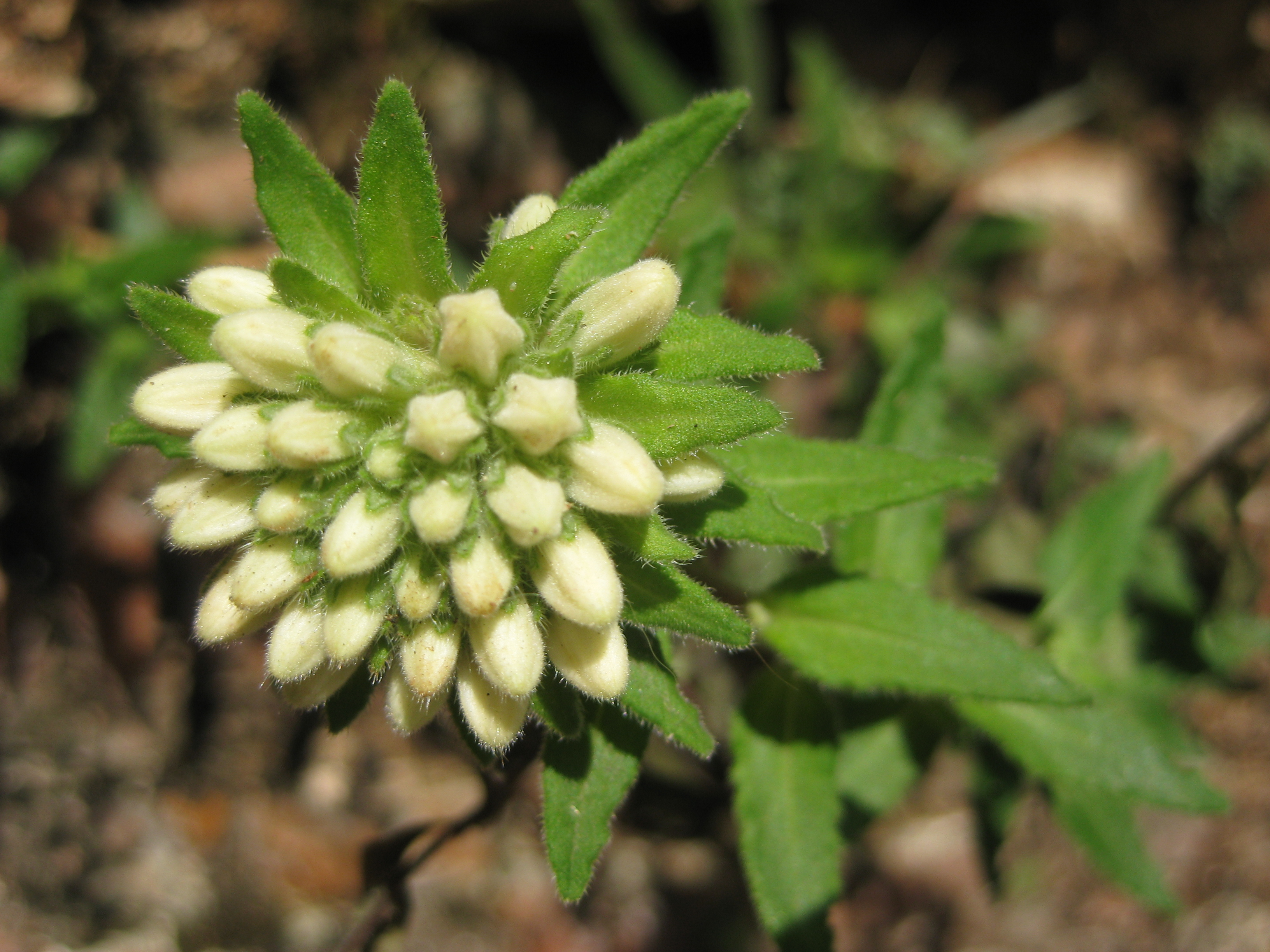
Campanula petraea

Die Felsen-Glockenblume (Campanula petraea) ist eine Pflanzenart aus der Gattung der Glockenblumen (Campanula) in der Familie der Glockenblumengewächse (Campanulaceae).

## Beschreibung
Die Felsen-Glockenblume ist eine ausdauernde krautige Pflanze, die Wuchshöhen von 10 bis 45 Zentimeter erreicht. Die Pflanze ist schwach behaart. Die Stängelbasis ist verholzt. Der Stängel ist einfach oder buschig-verzweigt, bogig aufsteigend aber auch hängend, und ziemlich brüchig. Die Laubblätter sind eiförmig-lanzettlich, die unteren sind gestielt und gekerbt, die oberen sitzend, länglich-lanzettlich und unterseits weißfilzig. 
Die Blüten sind in kugelig-kopfigen Blütenständen am Stängel- bzw. Zweigende angeordnet. Der Kelch ist zottig behaart, hat linealische, stumpfliche Zähne und ist ungefähr halb so lang wie die Krone. Die Krone ist blassgelb, glockig, bis zu 12 Millimeter lang und samtig behaart, mit weit herausragendem Griffel. 
Die Blütezeit reicht von August bis September.

## Vorkommen
Die Felsen-Glockenblume ist ein seltener Endemit der Süd- und Südwest-Alpen von Frankreich und von Italien (Brescia, Verona, Nizza). Sie kommt vorwiegend im montanen Bereich in Höhenlagen bis 1300 Meter in Spalten senkrechter Kalkfelsen und Mauerritzen vor.

## Taxonomie
Die Felsen-Glockenblume wurde 1759 von Carl von Linné in Systema Naturae ...Editio decima, reformata... 10. Auflage, Band 2 Seite 927 als Campanula petraea erstbeschrieben. Ein Synonym ist Campanula albicans (Buser) Engl.

## Belege
- Gunter Steinbach (Hrsg.): Alpenblumen (Steinbachs Naturführer). Mosaik Verlag GmbH, München 1996, ISBN 3-576-10558-1.